# Pommersche Centralbahn

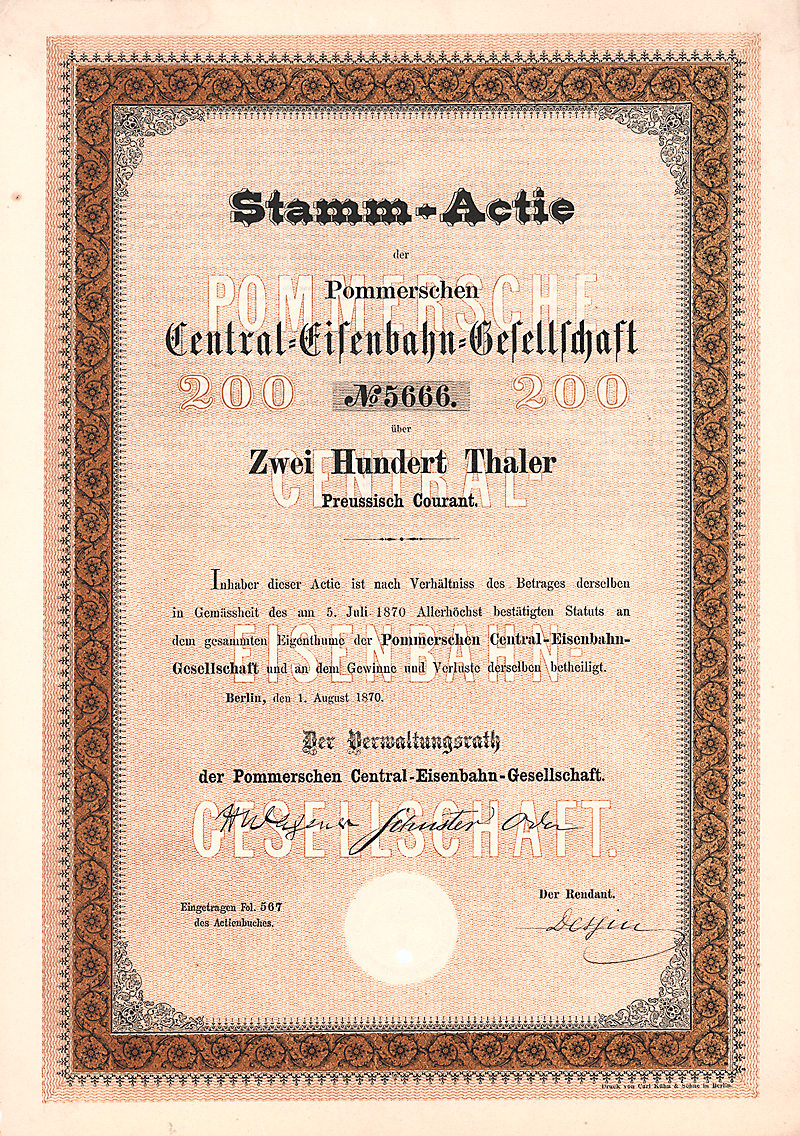
Stammaktie über 200 Thaler der Pommerschen Central-Eisenbahn-Gesellschaft vom 1. August 1870

Die Pommersche Centralbahn (oft auch Pommersche Zentralbahn) war eine private Bahngesellschaft, die – nachdem sie zahlungsunfähig war – im Jahr 1876 in Konkurs ging. Die Strecke war noch unvollendet. Das Unternehmen wurde vom preußischen Staat übernommen und der Bau des Streckennetzes vollendet.
Der Bau der Pommerschen Centralbahn wurde am 5. Juli 1870 genehmigt. Die Bahnstrecke sollte von Wangerin über Neustettin nach Konitz führen, mit einer Streckenlänge von etwa 149 Kilometern. Die Gesellschaft wurde 1870 gegründet von der Gewerbebank H. Schuster und Compagnie durch die Hauptgesellschafter H. Schuster sowie Oder und Hermann Wagener, zwei Aufsichtsräten der Gewerbebank. Während des Baus wurde das Unternehmen infolge der Lasker’schen „Enthüllungen“ vom 7. Februar 1873 zahlungsunfähig und musste Konkurs anmelden. Der Reichstagsabgeordnete Eduard Lasker (1829–1884) deckte einen Gründungsschwindel von Eisenbahngesellschaften auf, der für öffentliches Aufsehen sorgte. Nach dem Konkurs wurde die Gesellschaft vom preußischen Staat übernommen und die Eisenbahnstrecke bis 1878 fertiggestellt. So musste unter anderem neben der Pommerschen Centralbahn auch die Berliner Nordbahn Konkurs anmelden.
Hier spielte auch der Unternehmer Bethel Henry Strousberg eine Rolle, der beim Bau der Pommerschen Centralbahn und der Berliner Nordbahn „geschwindelt“ hatte.